# Bahnhof Inotani
Der Bahnhof Inotani (jap. 猪谷駅, Inotani-eki) ist ein Bahnhof auf der japanischen Insel Honshū. Er wird gemeinsam von den Bahngesellschaften JR Central und JR West betrieben und befindet sich in der Präfektur Toyama auf dem Gebiet der Stadt Toyama.

## Verbindungen
Takayama ist ein Zwischenbahnhof und früherer Trennungsbahnhof an der Takayama-Hauptlinie zwischen den Präfekturhauptstädten Gifu und Toyama. Er bildet die Grenze der Zuständigkeitsbereiche der Bahngesellschaften JR Central und JR West. Gemeinsam bieten sie täglich vier Zugpaare des Schnellzugs Hida an, die Nagoya mit Gifu, Takayama und Toyama verbinden. Der Nahverkehr hingegen wird getrennt durchgeführt, weshalb Umsteigen zwingend erforderlich ist. In Richtung Takayama verkehren Nahverkehrszüge von JR Central ungefähr alle zwei bis vier Stunden, jene von JR West nach Toyama alle in bis vier Stunden. Eine Buslinie der Gesellschaft Nohi Noriai Jidōsha hält vor dem Bahnhof, eine weitere der Toyama Chihō Tetsudō an der nahen Nationalstraße 41.

## Anlage
Der Bahnhof steht am Rande des kleinen Dorfes Inotani, weit abseits des Stadtzentrums inmitten des Hida-Gebirges und nahe der Mündung des Takahara in den Jinzū gelegen. In nördlicher Richtung erstreckt sich über eine Länge von 20 km die enge Jinzū-Schlucht. Die ebenerdige Anlage ist von Südosten nach Nordwesten ausgerichtet und umfasst vier Gleise, von denen zwei dem Personenverkehr dienen. Diese liegen an der Südseite an einem Mittelbahnsteig mit kurzem Dach. Ein Bahnübergang führt über zwei Durchfahrtsgleise zum hölzernen Empfangsgebäude an der Nordseite. Der Bahnhof ist nicht mit Personal besetzt und Fahrkarten müssen am Automaten gekauft werden. Allerdings wechseln JR Central und JR West hier bei jedem Halt des Schnellzugs Hida die Triebwagenführer und Schaffner aus, weshalb der Bahnhof über einen Personalraum verfügt.
Im Fiskaljahr 2019 nutzten durchschnittlich 249 Fahrgäste täglich den Bahnhof.

## Bilder

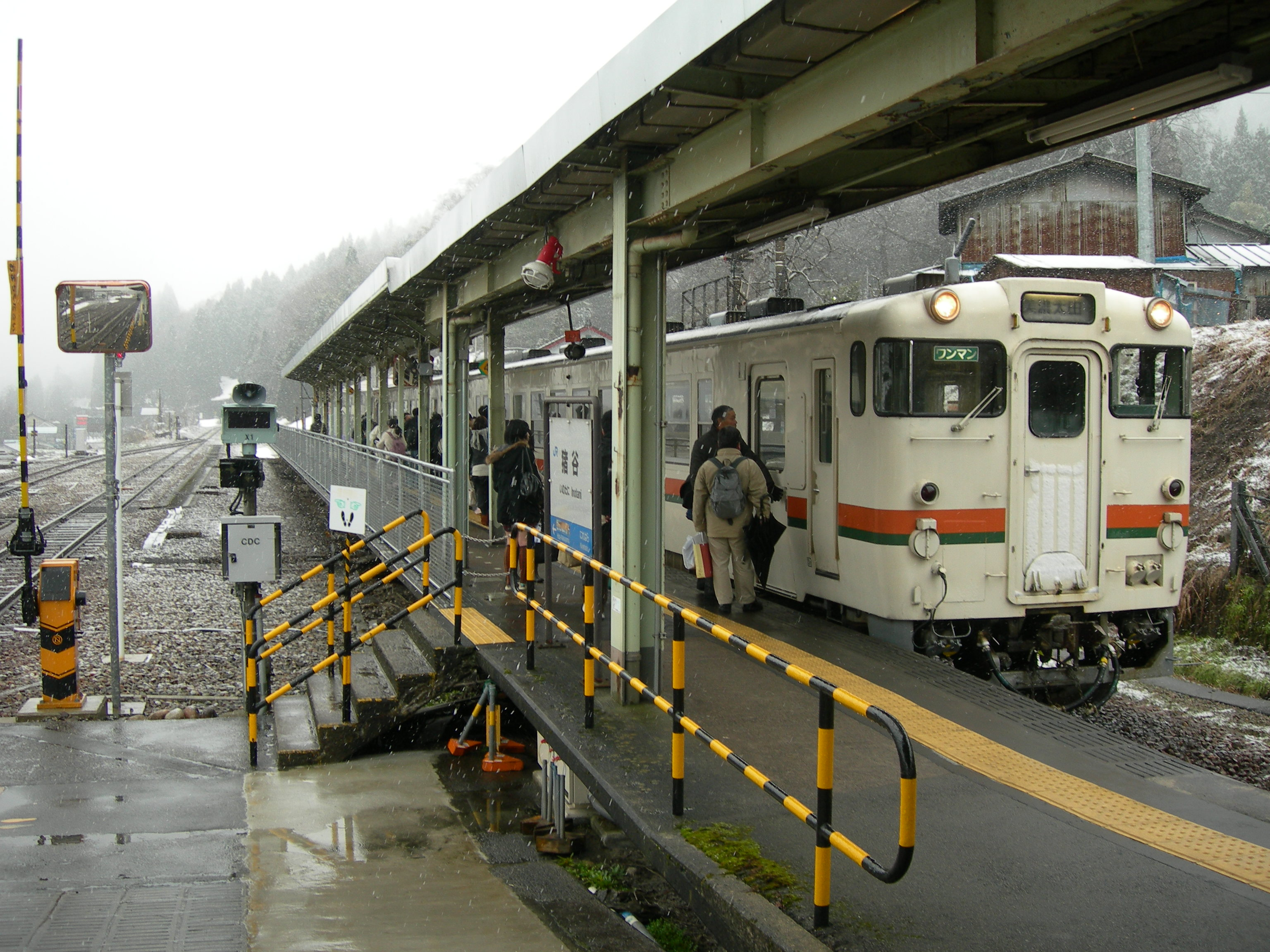
Bahnsteig
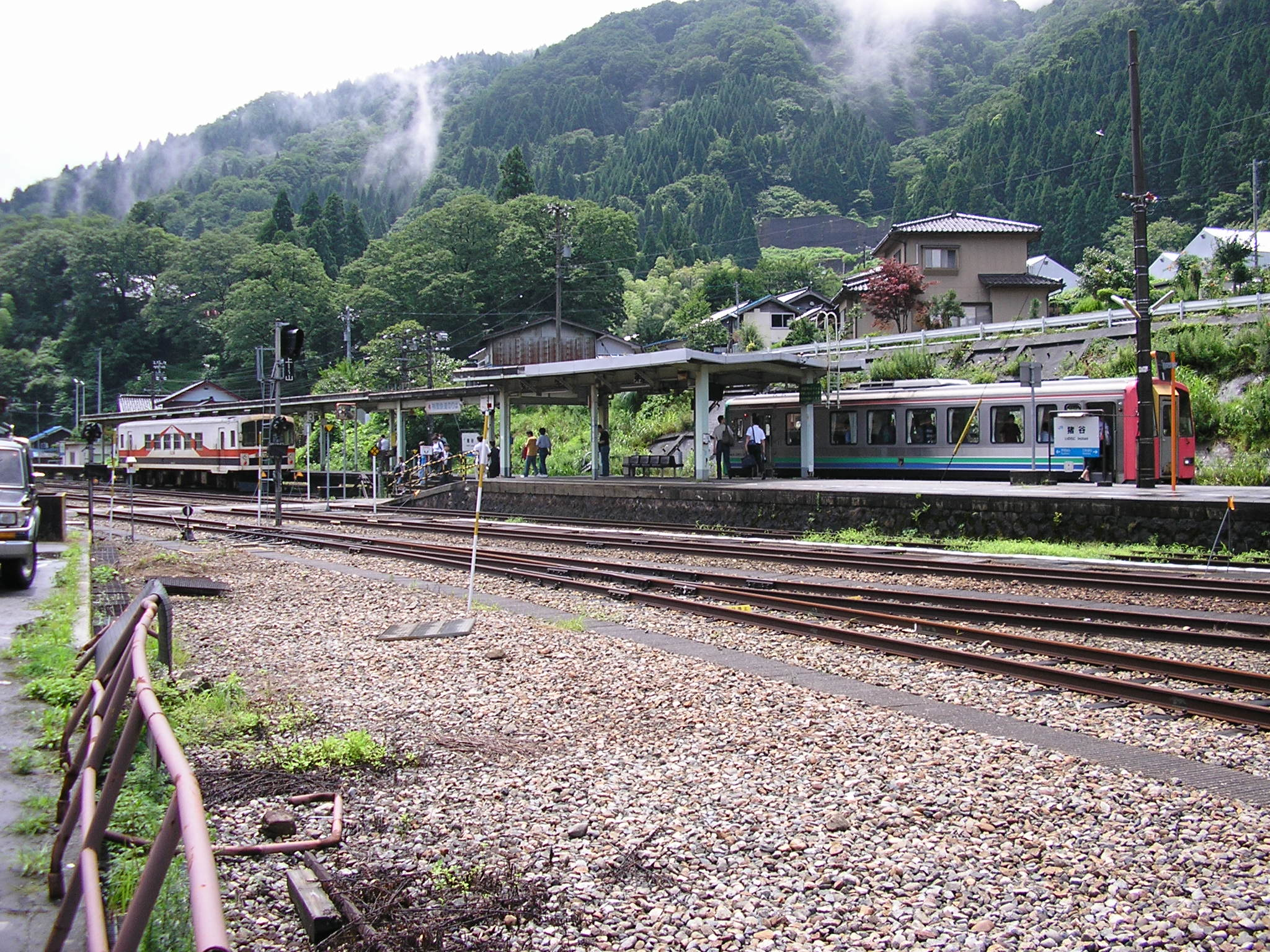
Gesamtansicht
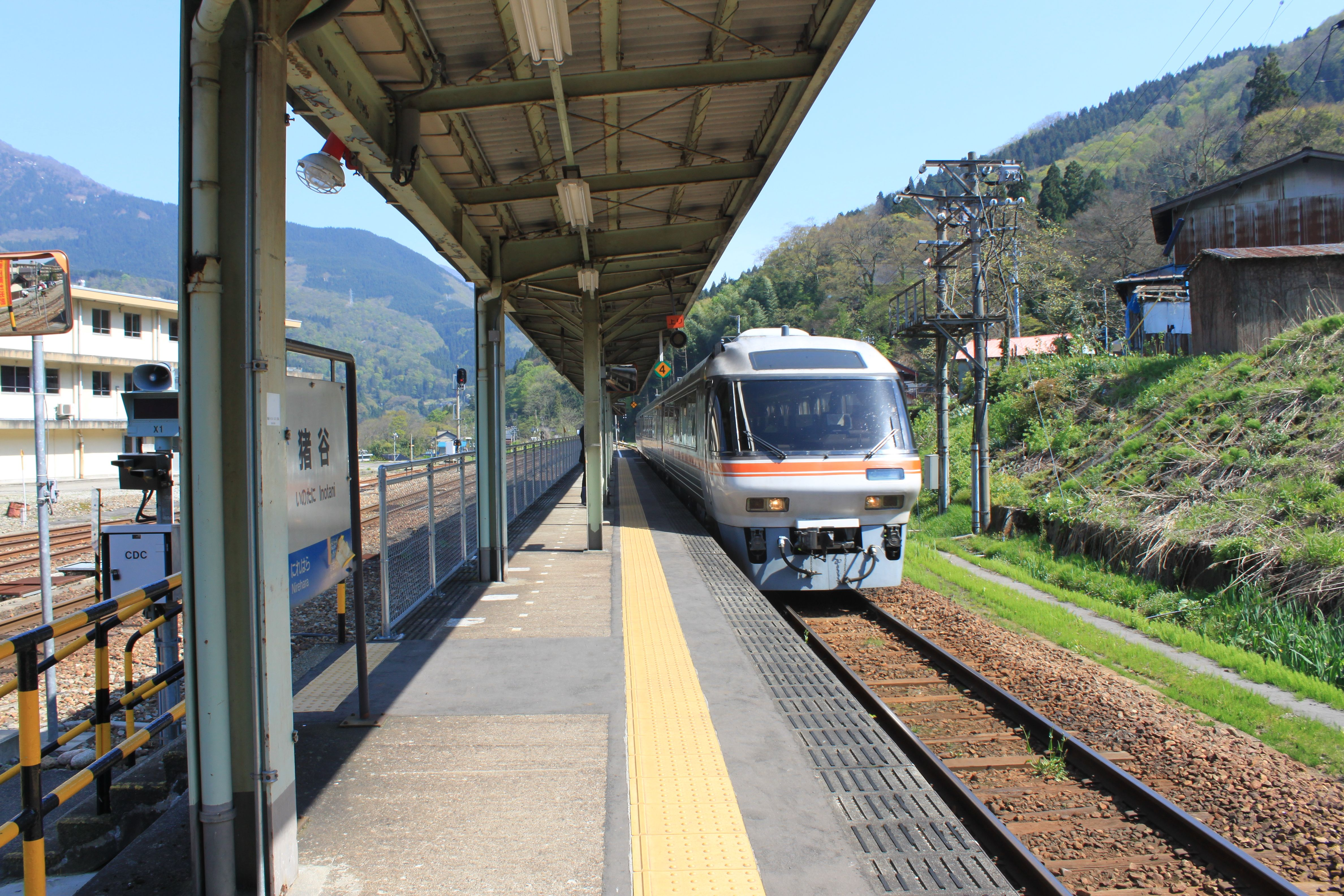
Hida-Schnellzug
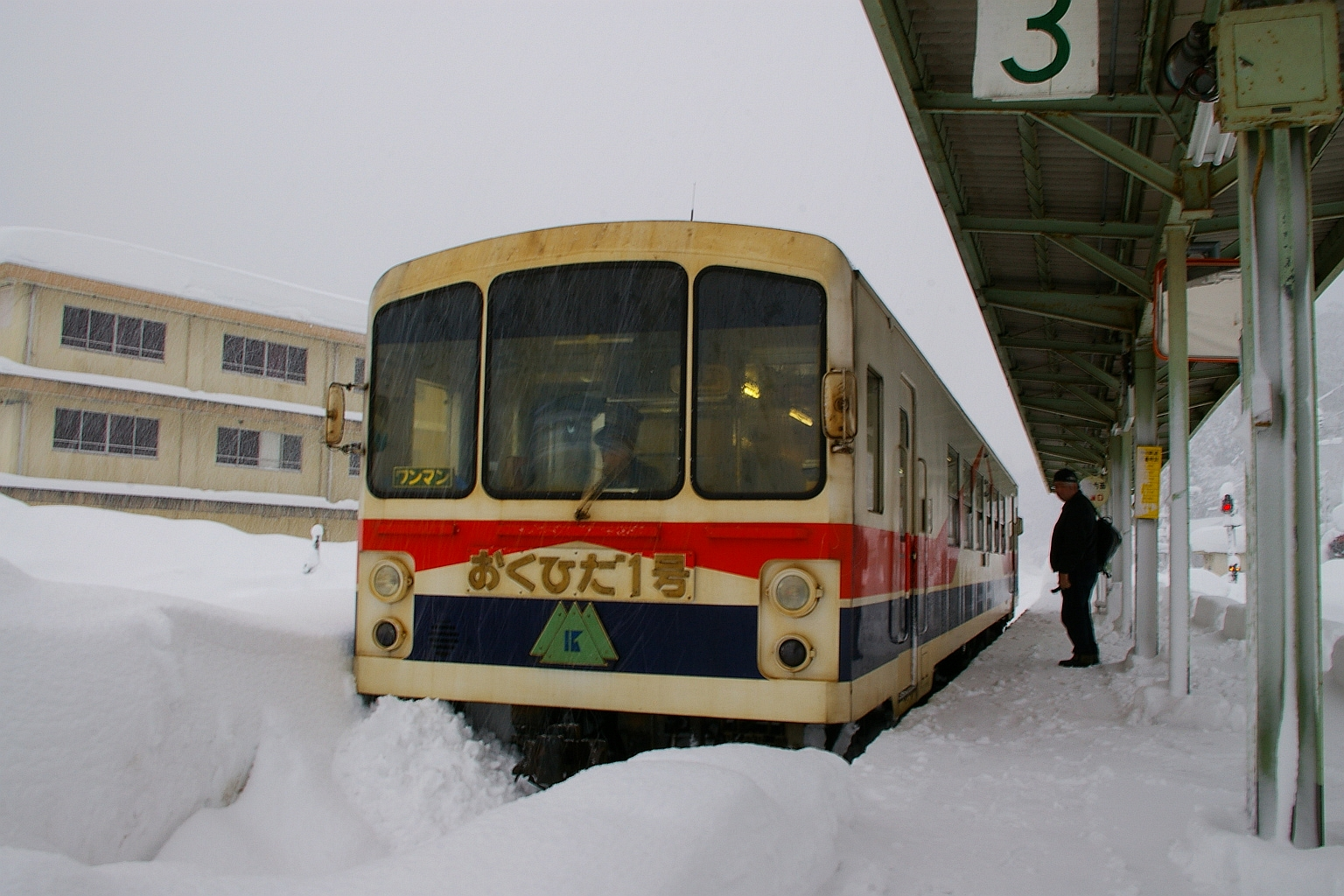
Dieseltriebwagen der Kamioka-Linie (2006)
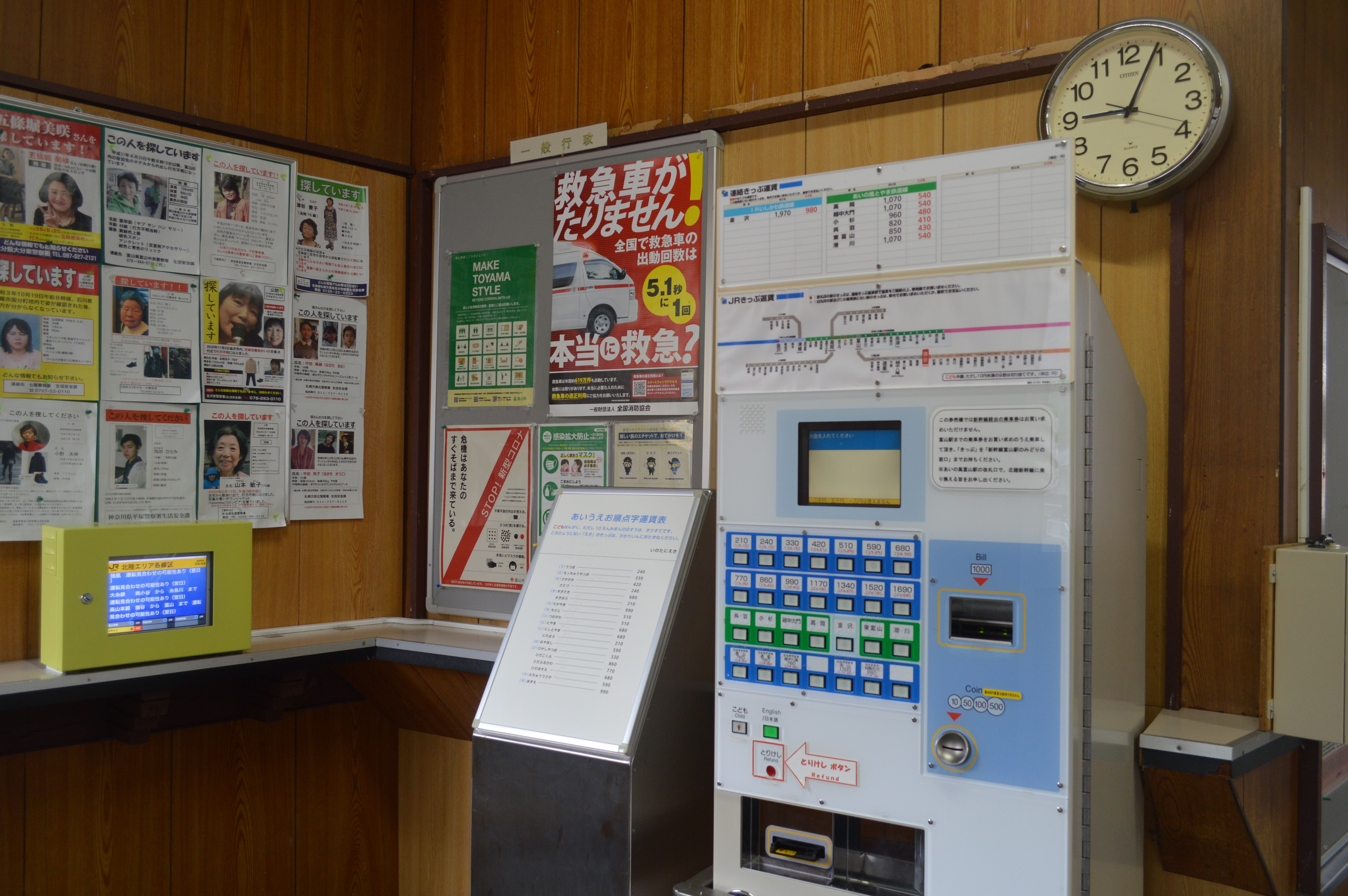
Fahrkartenautomat

## Gleise
| 1 | ▉ Takayama-Hauptlinie | Takayama • Gero • Mino-Ōta • Gifu • Nagoya |
| 2 | ▉ Takayama-Hauptlinie | Toyama                                     |

## Linien
| Verlauf der Takayama-Hauptlinie |
| --- |
| Gifu • Nagamori • Naka • Sohara • Kagamigahara • Unuma • Sakahogi • Mino-Ōta • Kobi • Nakakawabe • Shimoasō • Kamiasō • Shirakawaguchi • Shimoyui • Hida-Kanayama • Yakeishi • Gero • Zenshōji • Hida-Hagiwara • Jōro • Hida-Miyada • Hida-Osaka • Nagisa • Kuguno • Hida-Ichinomiya • Takayama • Hozue • Hida-Kokufu • Hida-Furukawa • Sugisaki • Hida-Hosoe • Tsunogawa • Sakakami • Utsubo • Sugihara • Inotani • Nirehara • Sasazu • Higashi-Yatsuo • Etchū-Yatsuo • Chisato • Hayahoshi • Fuchū-Usaka • Nishi-Toyama • Toyama |

## Geschichte
Das Eisenbahnministerium eröffnete den Bahnhof am 27. November 1930, zusammen mit dem von Sasazu bis hierhin führenden Abschnitt der Takayama-Hauptlinie. Etwas mehr als anderthalb Jahre lang war hier die Endstation, bis zur Inbetriebnahme des daran anschließenden Teilstücks nach Sugihara am 20. August 1932. Von Anfang an war Inotani ein bedeutender Umschlagplatz für den Schienengüterverkehr, insbesondere im Zusammenhang mit der im Takahara-Tal gelegenen Kamioka-Mine. Dorthin führte seit 1915 die in Sasazu beginnende Kamioka-Kleinbahn mit einer Spurweite von 762 mm, die entlang dem gegenüberliegenden Ufer des Jinzū verlief. Mitsui Mining, der Betreiber dieser Nebenbahn, verband sie am 16. September 1931 durch die Inbetriebnahme einer Brücke über den Jinzū direkt mit dem Bahnhof Inotani.
Ab 1933 wurden hier jährlich mehr als 60.000 Tonnen Güter umgeschlagen, in manchen Jahren sogar mehr als 100.000 Tonnen. Die wichtigsten Güter waren Zinkblech, pulverisiertes Zinkerz, konzentrierte Schwefelsäure, Blei und Kupfer. Rund um den Bahnhof entstanden Lagerhäuser und Arbeiterwohnhäuser. Nach der Eröffnung der leistungsfähigeren Kamioka-Linie am 6. Oktober 1966 nahm der Güterumschlag markent ab, da die Japanische Staatsbahn nun Güterzüge direkt von der Kamioka-Mine nach Toyama verkehren lassen konnte. Die überflüssig gewordene Kamioka-Kleinbahn stellte ihren Betrieb am 31. März 1967 ein. Viele der Lagerhäuser wurden in der Folge abgerissen.
Aus Rationalisierungsgründen stellte die Staatsbahn den Güterumschlag am 1. Oktober 1971 ganz ein, am 1. Februar 1984 auch die Gepäckabfertigung. Zudem übertrag sie am 1. Oktober 1984 den Betrieb der Kamioka-Linie an die private Gesellschaft Kamioka Tetsudō. Im Rahmen der Staatsbahnprivatisierung ging der Bahnhof am 1. April 1987 in den Besitz von JR West über, wobei JR Central Mitbenutzungsrechte erhielt. Der Taifun Tokage hatte am 22. Oktober 2004 sintflutartige Regenfälle zur Folge, die im Hida-Gebirge einen großen Teil der Strecke unterspülten. Daraufhin musste der Bahnverkehr zwischen Takayama und Inotani vollständig eingestellt werden. Die Instandsetzung zog sich fast drei Jahre lang hin und erst ab 8. September 2007 war Inotani wieder von Süden her erreichbar. In der Zwischenzeit legte die Kamioka Tetsudō am 1. Dezember 2006 die Kamioka-Linie still.